# Vanesha Prescilla
Vanesha Prescilla est une actrice, mannequin et chanteuse indonésienne, née le 25 octobre 1999 à Jakarta en Indonésie.

## Carrière
Vanesha Prescilla fait ses études au lycée SMA Negeri 104 de Jakarta. Elle poursuit par un cours sur le développement personnel en Australie.
Elle commence sa carrière en 2014 en étant finaliste du concours de beauté Cover Girl . Elle déclare par ailleurs qu'elle rêvait de devenir mannequin et qu'elle n'aurait jamais imaginé devenir un jour une actrice.
Vanesha Prescilla fait ses premiers pas au cinéma en 2018 en interprétant Milea dans le film Dilan 1990. Lors d'un repas au restaurant pendant un voyage en famille à Bandung, Pidi Baiq, auteure du roman dont est adapté Dilan 1990, s'approche de sa table et lui dit qu'elle ressemble énormément au personnage de Milea. Elle obtient alors le rôle sans passer le moindre casting. Le film est un véritable succès en Indonésie, devenant le second plus grand succès de l'histoire pour un film indonésien au box office. Elle reprend son rôle de Milea dans les films Dilan 1991 sorti en 2019 et Milea sorti en 2020.
En 2018, Vanesha Prescilla interprète également le rôle de Ayudia dans #TemanTapiMenikah (#Friendsbutmarried), film biographique sur l'histoire d'amour entre Ayudia Bing Slamet (id) et Muhammad Pradana Budiarto (id). Elle ne reprend pas son rôle dans le film #TemanTapiMenikah 2 (#Friendsbutmarried 2) sorti en 2020. Elle est remplacée par Mawar Eva de Jongh.

## Vie privée
Vanesha Prescilla est la fille de Iwan Setiawan et de la chanteuse Ida Farida Hanas ainsi que la sœur de l'actrice Sissy Priscillia (id) et du chanteur Jevin Julian (id)
À la suite du succès de Dilan 1990, de nombreux fans espéraient voir naître une relation entre Vanesha Prescilla et Iqbaal Ramadhan. Iqbaal a par ailleurs déclaré avoir le béguin pour elle lors du tournage du film. Mais les deux acteurs n'ont jamais officialisé de relation.
Vanesha Prescilla entretient à partir de 2018 une relation avec Adipati Dolken (id) rencontré sur le tournage de #TemanTapiMenikah. Leur relation prend fin en 2019.

## Filmographie
| Année | Film              | Role                | Réalisation                |
| ----- | ----------------- | ------------------- | -------------------------- |
| 2018  | Dilan 1990        | Milea Adnan Hussain | Fajar Bustomi et Pidi Baiq |
| 2018  | #TemantapiMenikah | Iqbaal              | Rako Prijanto              |
| 2019  | Dilan 1991        | Milea Adnan Hussain | Fajar Bustomi et Pidi Baiq |
| 2020  | Milea             | Milea Adnan Hussain | Fajar Bustomi et Pidi Baiq |
| 2021  | Backstage         | Elsa Anindita       | Guntur Soeharjanto         |

## Discographie

### Singles
| Année | Titre         | Interprètes                            | Album                                     | Ref.  |
| ----- | ------------- | -------------------------------------- | ----------------------------------------- | ----- |
| 2019  | "Berpisah"    | The Panasdalam Bank, Vanesha Prescilla | Dilan 1990—1991 (Bande originale du film) | [ 8 ] |
| 2020  | "Bunyi Sunyi" | The Panasdalam Bank, Vanesha Prescilla | Voor Milea (Bande originale du film)      |       |

### Albums
| Année | Titre                                       | Ref.  |
| ----- | ------------------------------------------- | ----- |
| 2019  | Dilan 1990 - 1991 (Bande originale du film) |       |
| 2020  | Voor Milea (Bande originale du film)        |       |
| 2021  | Backstage (Bande originale du film)         | [ 9 ] |

## Récompenses
| Année | Cérémonie                           | Catégorie                                                                 | Œuvre                                           | Résultat   | Ref. |
| ----- | ----------------------------------- | ------------------------------------------------------------------------- | ----------------------------------------------- | ---------- | ---- |
| 2018  | Indonesian Movie Actors Awards 2018 | Meilleur espoir féminin                                                   | Dilan 1990                                      | Nomination |      |
| 2018  | Indonesian Movie Actors Awards 2018 | Espoir féminin préféré du public                                          | Dilan 1990                                      | Lauréat    |      |
| 2018  | Indonesian Movie Actors Awards 2018 | Meilleur couple (partagé avec Iqbaal Ramadhan)                            | Dilan 1990                                      | Nomination |      |
| 2018  | Indonesian Movie Actors Awards 2018 | Couple préféré du public (partagé avec Iqbaal Ramadhan)                   | Dilan 1990                                      | Lauréat    |      |
| 2018  | Indonesian Television Awards 2018   | Artiste préférée du public                                                | Dilan 1990                                      | Nomination |      |
| 2019  | Anugerah Musik Indonesia 2019       | Meilleure bande originale pour un film (partagé avec The Panasdalam Bank) | "Berpisah" (Bande originale du film Dilan 1991) | Lauréat    |      |